# Klaus Hekking
Klaus Hekking (* 14. Februar 1950 in Berlin) entstammt einer Musikerfamilie (siehe Anton Hekking) und ist ein deutscher Jurist und Manager von Bildungs- und Gesundheitsunternehmen. Von 1985 bis 2015 war Hekking Vorstandsvorsitzender der SRH-Holding.
Hekking studierte von 1969 bis 1974 Rechts- und Staatswissenschaften in Freiburg. Er arbeitete von 1976 bis 1982 für die Landesregierung von Baden-Württemberg, u. a. als persönlicher Referent des damaligen Innenministers Lothar Späth und des Sozialministers Dietmar Schlee.
1983 wurde Hekking stellvertretender Vorstandsvorsitzender, 1985 Vorstandsvorsitzender der SRH. In den 30 Jahren unter seiner Verantwortung wurde aus der zu Beginn existentiell gefährdeten Stiftung Rehabilitation Heidelberg die SRH, ein modernes Großunternehmen der Bildungs- und Gesundheitsbranche mit Tochterunternehmen in ganz Deutschland und der UPA-Hochschule in Paraguay.
Hekking ist Rechtsanwalt und Honorarprofessor der SRH Hochschule Heidelberg und der Colorado State University. Er war bis 2019 Vorsitzender des Vorstands des Verbandes der Privaten Hochschulen, dessen Ehrenvorsitzender er heute ist. Im Juni 2018 wurde er zum Vizepräsidenten, im Juni 2020 zum Präsidenten und im Juni 2022 zum 1. Vizepräsidenten der European Union of Private Higher Education (EUPHE) mit Sitz in Brüssel gewählt, die die Interessen der Privaten Hochschulen auf europäischer Ebene vertritt. Hekking war Mitglied zahlreicher Gremien in der Wirtschaft, u. a. des Aufsichtsrats der Evangelischen Bank in Kassel, Mitglied des Vorstands der Aktionsgemeinschaft Soziale Marktwirtschaft, sowie Mitglied von Beiräten der Commerzbank und der IKB. Seit 2019 ist er für die CDU gewählter Bezirksbeirat in Heidelberg.
Im März 2023 war Hekking Initiator des Volksbegehrens "Stoppt Gendern in Baden-Württemberg". Gegenstand des Volksbegehrens war eine Regelung, die die Landesregierung und die ihr nachgeordneten Behörden und Einrichtungen verpflichtet, bei der externen und internen Kommunikation das Amtliche Regelwerk der deutschen Rechtschreibung zu verwenden und auf Vorgaben zur Verwendung der Gendersprache zu verzichten. Am 7. Dezember 2023 wurde das Volksbegehren mit 14.013 Unterschriften beim Innenministerium des Landes Baden-Württemberg eingereicht. Dieses verkündete am 10. Januar 2024, dass das Volksbegehren aus verschiedenen Gründen rechtlich nicht zulässig sei. Am 30. Januar 2024 fasste die Landesregierung den Beschluss, dass in der Kommunikation der Landesverwaltung das Regelwerk der Amtlichen Rechtschreibung nach den Empfehlungen des Rechtschreibrates einzuhalten ist. Damit ist die Verwendung der Gendersprache mit den Sonderzeichen künftig ausgeschlossen. Das Ziel des Volksbegehrens war damit knapp 1 Jahr nach Beginn der Initiative erreicht.

## Veröffentlichungen
- Richard Kunze, Klaus Hekking: Gesetz über kommunale Zusammenarbeit für Baden-Württemberg, Kommentar. Kohlhammer, Stuttgart, Berlin, Köln, Mainz 1981, ISBN 978-3170028708
- Klaus Hekking, Qualitätsmanagement in einem Dienstleistungsunternehmen des Bildungs- und Gesundheitswesens in Schriftenreihe der Hochschule Speyer, Band 112, 1993, Seiten 91ff, ISBN 3-428-07873-X
- Klaus Hekking, Qualitätsmanagement in sozialen Dienstleistungsunternehmen – Modegag oder ein Weg zu mehr Servicequalität, in Hans-Joachim Schubert, Klaus J Zink (Hrsg.) Qualitätsmanagement in sozialen Dienstleistungsunternehmen, Luchterhand, 1997, Seiten 207ff, ISBN 3-472-02172-1
- Klaus Hekking: Fachhochschule Heidelberg (SRH). Edition Braus, Heidelberg 2005, ISBN 978-3899041545
- Dietrich Bihr (Hg.), Klaus Hekking (Hg.), Dieter Krauskopf (Hg.): Handbuch der Krankenhaus-Praxis. Kohlhammer, Stuttgart 2001, ISBN 978-3170164499
- Klaus Hekking, Unternehmerischer Erfolg in der Sozialwirtschaft, in Markus Horneber, Peter Helbich, Klaus Raschzok (Hrsg.), Kohlhammer, Stuttgart 2010, Seiten 113 ff. ISBN 978-3-17-021153-7
- Klaus Hekking, Die Alternative – Nichtstaatliche Hochschulen in Europa, Berliner Wissenschaftsverlag 2021, ISBN Print 978-3-8305-5113-3, ISBN E-Book 978-3-8305-4351-0